# St. Cyriakus (Götzenkirchen)

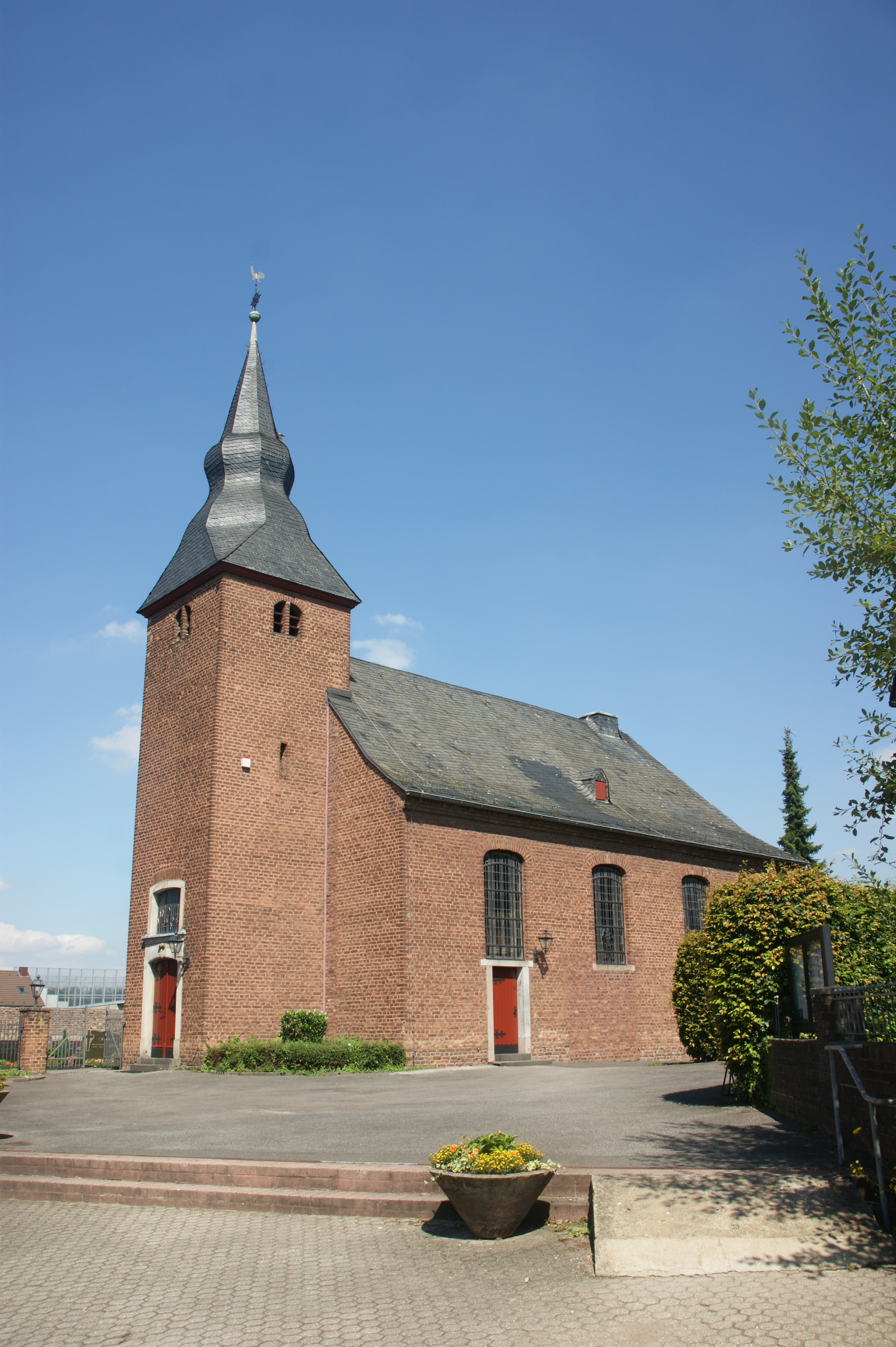
Pfarrkirche St. Cyriakus

Die katholische Pfarrkirche St. Cyriakus ist ein denkmalgeschütztes Kirchengebäude in Götzenkirchen, einem Ortsteil von Kerpen im Rhein-Erft-Kreis (Nordrhein-Westfalen). Die Kirche gehört zum Seelsorgebereich Horrem-Sindorf im Erzbistum Köln.

## Geschichte und Architektur

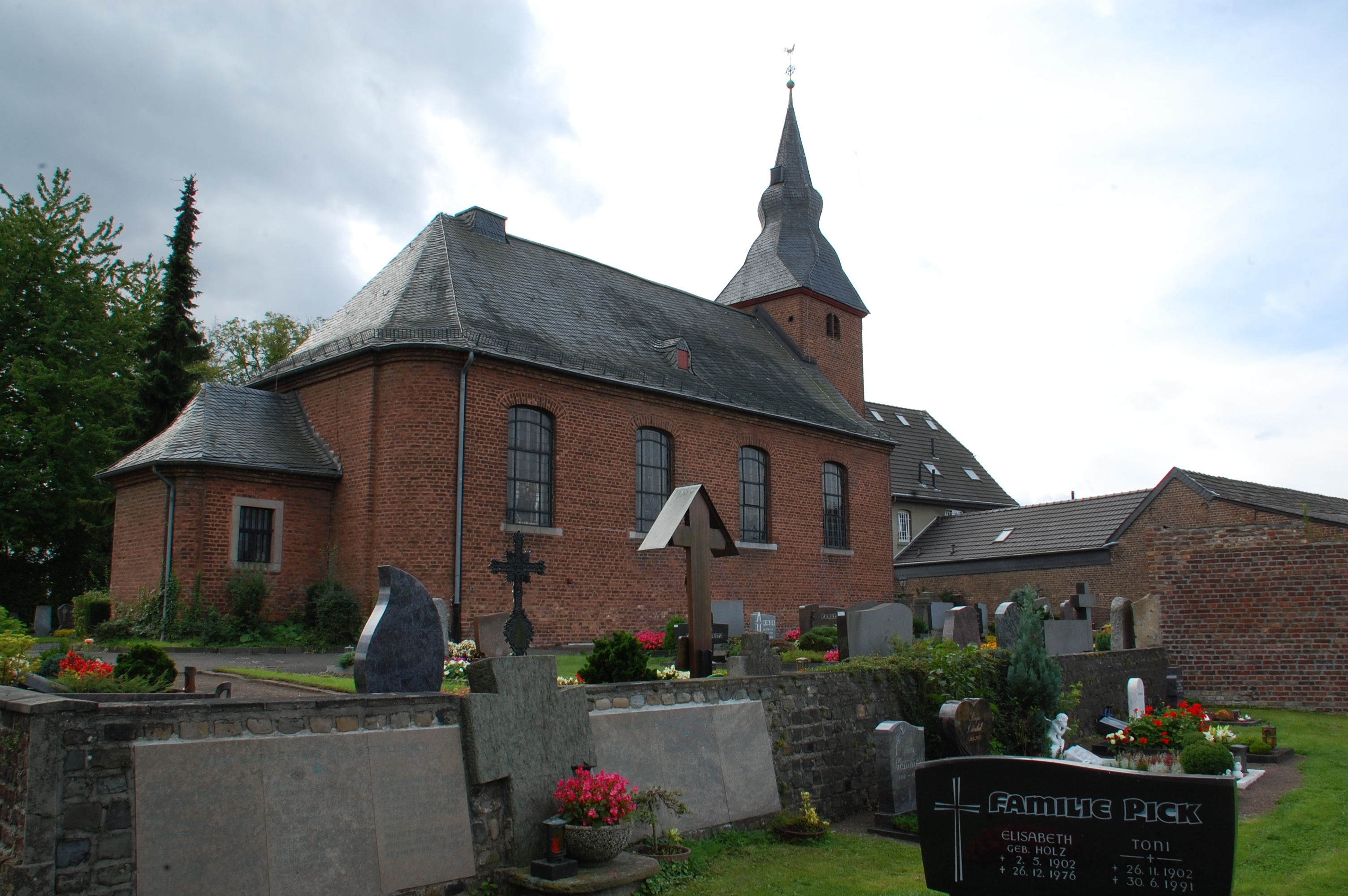
Nordostansicht mit Friedhof

Die einfache Saalkirche aus Backstein mit vier Achsen und gerundeten Ostecken wurde 1770 erbaut. Der damalige Neubau in bescheidenen barocken Formen löste eine Vorgängerkirche aus dem 13. Jahrhundert ab, die wegen Baufälligkeit nicht mehr genutzt werden konnte. Der von einer Schweifhaube bekrönte ungegliederte dreistöckige Westturm ist vorgesetzt.
Im Inneren wurde eine flache Spiegeldecke eingezogen. Die drei Altäre in schlichten Rokokoformen wurden 1780 angefertigt, die Altarblätter sind aus einer anderen Zeit. Das Taufbecken aus Bronzeguss ist mit 1626 bezeichnet. Die Kanzel vom Ende des 17. Jahrhunderts wurde 1784 von der Abteikirche in Knechtsteden geschenkt. Aus der Vorgängerkirche stammen der Taufstein, Holzfiguren der Heiligen Antonius und Sebastian, eine Pietà sowie eine der Glocken im Kirchturm.
1954 erhielt die Kirche neue von Werner Eckgold gestaltete Glasfenster. Die in Hellgrau und -braun getönten Glasflächen weisen im unteren Teil figürliche Darstellungen von Heiligen und Engeln auf.
Nachdem sowohl während des Zweiten Weltkriegs als auch durch den Braunkohletagebau einige Schäden an der Kirche entstanden waren, wurde 1966 eine gründliche Renovierung vorgenommen.
Die Orgel auf der Empore im hinteren Bereich der Kirche, von einem unbekannten Orgelbauer gebaut, wurde im Jahr 1967 als Opus 78 von der Firma Weimbs Orgelbau aus Hellenthal restauriert. Sie hat sieben Register auf einem Manual und Pedal.

## Glocken
Neben der historischen Glocke „Alte Maria“ eines unbekannten Gießers aus dem Jahr 1634 hängen drei neue Bronzeglocken im Turm der Kirche, die 1954 von Hans Hüesker in der Gießerei Petit & Gebr. Edelbrock, Gescher gegossen wurden. Das Läutemotiv ist „O Heiland, reiß die Himmel auf“
| Glocke | Name       | Durchmesser | Masse  | Schlagton (HT-1/16) | Inschrift |
| ------ | ---------- | ----------- | ------ | ------------------- | --- |
| 1      | Herz Jesu  | 734 mm      | 230 kg | c″ -6               | + HEILIGSTES HERZ JESU, WIR VERTRAUEN AUF DICH. ANNO MARIANO 1 9 5 4 – PFARRER WASLAK |
| 2      | Maria      | 613 mm      | 130 kg | es″ -6              | + ICH GRÜSSE DICH, MARIA, REIN, LASS GÖTZENKIRCHEN-BOISDORF DIR BEFOHLEN SEIN. ANNO MARIANO 1 9 5 4 |
| 3      | Alte Maria | 615 mm      | 140 kg | f″ -6               | ILL.T. ET REV. D. AEGID. VRSIN DE VIVARYS S. D. N VRBA. P. P. 8 DATAR. PRAEPOS(itus) B(eatae) M(ariae) A(d) GRAD(us) COL(oniensis). (Zu jener Zeit als der hochwürdige Herr Aegidius Ursin von Vivarys als Stifter unter dem Diener unseres Herrn Papst Urban VIII (1623–44) Vorsteher der Kirche der hl. Maria ad Gradus zu Köln war.) ANNO D. 1 6 3 4. (Im Jahr des Herrn 1634) |
| 4      | Josef      | 500 mm      | 60 kg  | g″ -7               | + HEIL’GER JOSEF, HÖR’ UNS FLEHEN! 1 9 5 4 |